# 乌罗什 (托里-迪蒙科尔武)
乌罗什是葡萄牙布拉干萨区的一个堂区。总面积57.43平方公里，总人口325人，人口密度5.7人/平方公里。